# Kleine Rietplas
De Kleine Rietplas is een kunstmatige recreatieplas in de wijk Rietlanden in de Nederlandse gemeente Emmen. Dit meer is eind jaren 80 van de twintigste eeuw aangelegd.
Bij de Kleine Rietplas is een strand, een café met restaurant en kano-verhuur. Verder is er een hoge grasheuvel met een uitkijktoren erbovenop.
De Kleine Rietplas is door sloten verbonden met een woongebied.
Aan de zuidkant van de Rietplas is een aansluiting op de Grote Rietplas, de tweede recreatieplas in de Rietlanden.

## Foto's

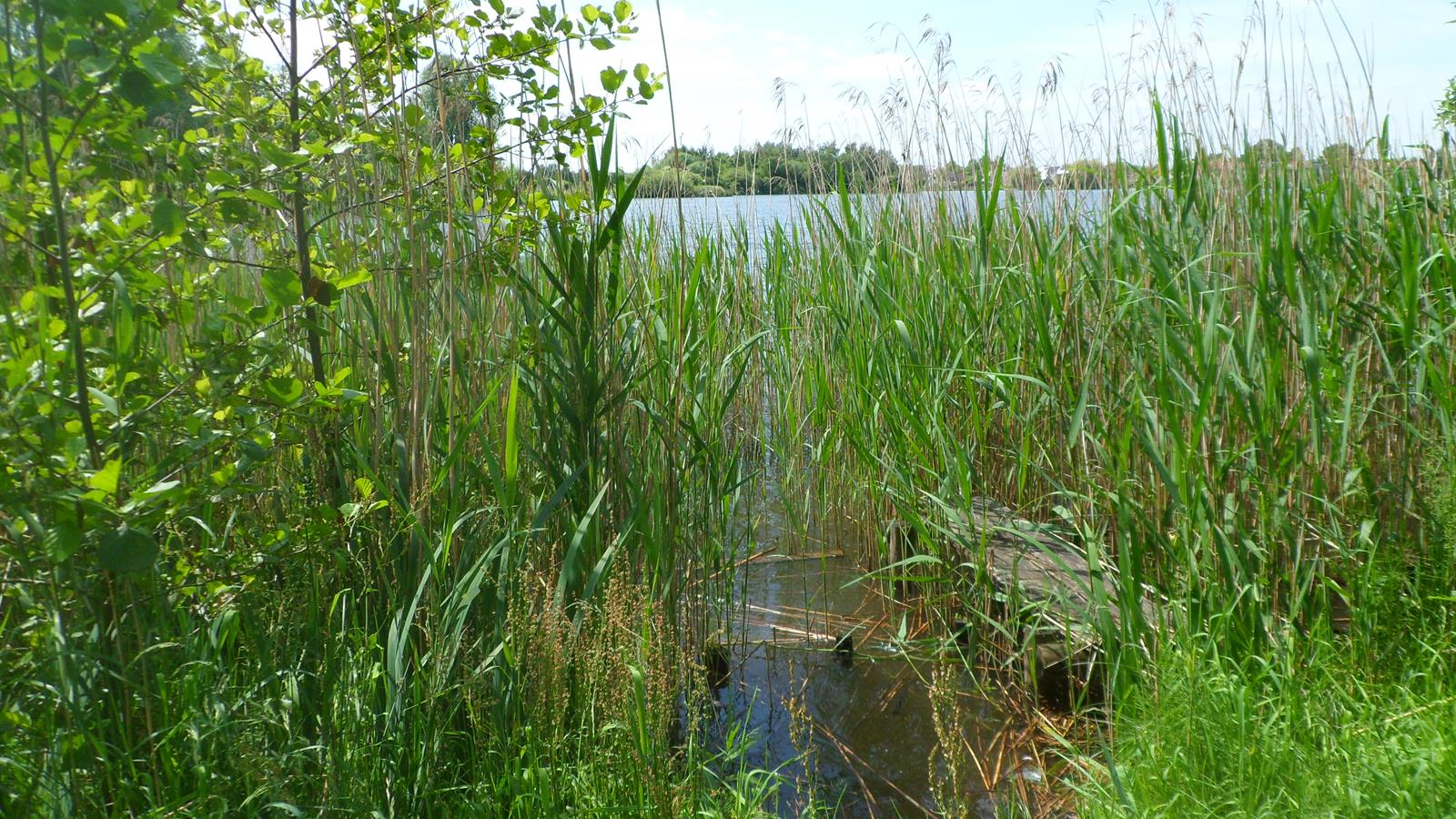
De oever
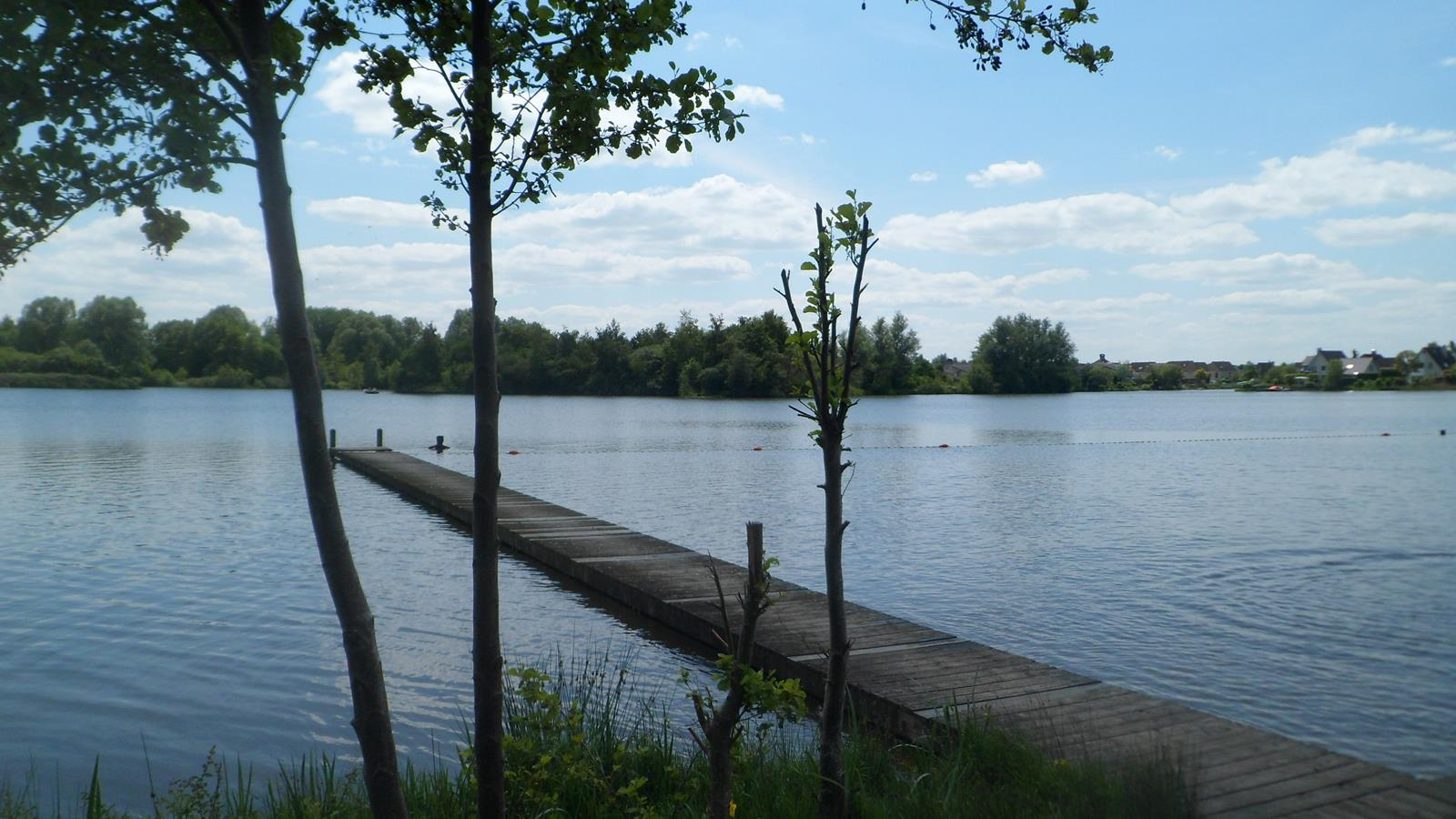
Uitzicht vanaf het terras van het café-restaurant
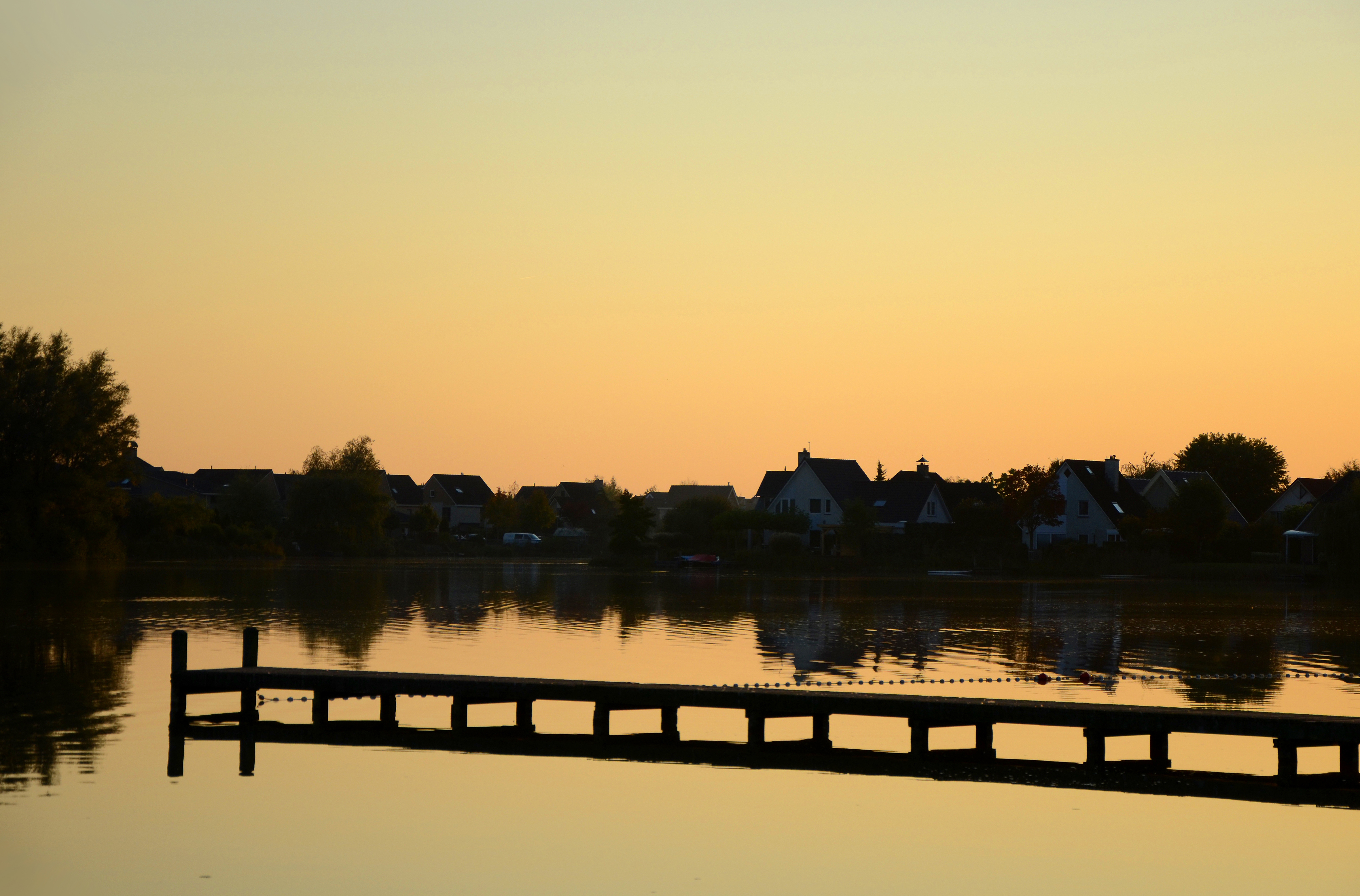
De Kleine Rietplas bij zonsondergang